# 周饮冰
周饮冰（1913年10月17日—1942年6月），又名涓，男，浙江平阳人，中国革命烈士，牺牲前任新四军驻温州通讯处主任。